# Tiitof
Ne doit pas être confondu avec Titof ou Titoff.
 (juin 2023).
Tiitof, de son vrai nom Willem Lacom, né le 19 septembre 1995 à Fort-de-France, est un rappeur et chanteur français.

## Biographie

### Jeunesse
Originaire du quartier populaire de Morne-Calbasse à Fort-de-France, il commence le chant dès l'âge de 11 ans accompagné d'un cousin et d'un ami. 

### Carrière
En 2016, il s'envole pour l'hexagone c'est là qu'il fait la rencontre de son manager, il travaille avec lui sur ses premiers sons dont la mixtape #YDD Young Drugs Dealers qu'il  publie via la plateforme SoundCloud. Son premier clip Pa Tou Sel le fait connaître. En 2017, il sort son premier album nommé St. Patrick.
En juin 2018, sort son deuxième album MidiMinuit. Puis, en juillet de l'année suivante, il signe chez All Points, un label de chez Believe.
Tout à Gagner sort le 10 avril 2020, un album sur lequel on retrouve des artistes tels que Hornet la Frappe, Landy, Kodes ou en encore Jacob Desvarieux.
En juillet 2020, il collabore Kalash sur le titre Plus de love.
En 2021 il apparaît en featuring sur l'album de Hatik Vague à l'âme, sur le titre Maman qui pleure.
Le 26 novembre 2021, il sort son quatrième album Bénéfice dans lequel il collabore avec PLK, RK et Zkr.
Le 24 juin 2022, il sort le deuxième volume de sa mixtape #YDD (Young Drug Dealers).
Quelques mois plus tard (janvier 2023), le label Phantom Music annonce l'arrivée de Tiitof dans les rangs du label avec une vidéo d'annonce de signature. Le rappeur devient alors le deuxième artiste à rejoindre Phantom, un nouveau label de rap associé à Play Two et Believe.

## Récompenses
En 2019, lors de la 7e édition des Hit Lokal Awards il reçoit le Prix de la révélation masculine de l'année avec le titre Minuit.

## Concert filmé
Le 13 septembre 2021, il se produit en concert à l'Institut du monde arabe pour le volet de la chaîne Arte Les Concerts Volants. 

## Controverses
Le 15 novembre 2023, le tribunal correctionnel de Toulouse le reconnaît coupable d'avoir menacé avec une arme et violemment agressé son ex-compagne trois jours plus tôt devant leur enfant de 2 ans. Il est condamné à 30 mois de prison (dont 1 an de sursis probatoire), à une indemnisation et à une interdiction de contact avec son ex-compagne,.